# Zemsta Frankensteina
Zemsta Frankensteina (ang. The Revenge of Frankenstein) – brytyjski horror z 1958 roku. Film jest kontynuacją filmu Przekleństwo Frankensteina z 1957 roku. Został wyprodukowany przez studio Hammer Film Productions.

## Treść
Rok 1860. Baron Victor Frankenstein, ma zostać zgilotynowany za praktyki czarnoksięskie. Od śmierci ratuje go sługa - karzeł Fritz. Obaj udają się do Caralsbruck, gdzie Frankenstein przyjmuje inne nazwisko i rozpoczyna pracę w szpitalu dla ubogich. Od tej pory znany jest jako doktor Stein. Kontynuuje jednak badania zmierzające do ożywienia ludzkich zwłok.

## Obsada
- Peter Cushing - Dr Victor Frankenstein
- Francis Matthews - Hans Kleve
- Eunice Gayson - Margaret Conrad
- Michael Gwynn - Karl
- John Welsh - Bergman
- Lionel Jeffries - Frotz
- Anna Walmsley - Vera Barscynska
- Margery Cresley - Księżna Barscynska
- Arnold Diamond - Dr Moelke